# Helsinki villamosvonal-hálózata
Helsinki villamosvonal-hálózata Finnország fővárosában, Helsinkiben található. A hálózat 10 vonalból áll, mely 600 V egyenárammal van villamosítva. Munkanapokon átlagosan 200 000 utast szállít, 2013-ban 56,7 millió utazást bonyolított. A helsinki villamos egyike a világ legrégebbi villamosüzemeinek a világon. Üzemeltetője a Helsinki City Transport (finn nyelven: Helsingin kaupungin liikenne, svéd nyelven: Helsingfors stads trafikverk).

## Vonalak
| Szín és járatszám | Szín és járatszám | Honnan                    | Keresztül              | Hova             | Üzemidő[schedule]                                                    | Kocsiszín |
| ----------------- | ----------------- | ------------------------- | ---------------------- | ---------------- | -------------------------------------------------------------------- | --------- |
|                   | 1                 | Eira                      | Töölö, Sörnäinen       | Käpylä           | 05:00–21:00                                                          | Koskela   |
|                   | 2[723]            | Olympia Terminal          | Lasipalatsi, Töölö     | Pasila           | 06:00–01:30                                                          | Töölö     |
|                   | 3[723]            | Olympia Terminal          | Eira, Kallio           | Meilahti         | 05:00-01:30                                                          | Töölö     |
|                   | 4                 | Katajanokka               | Mannerheimintie        | Munkkiniemi      | 05:00–01:30                                                          | Töölö     |
|                   | 5[5]              | Katajanokka komp terminál | Aleksanterinkatu       | Helsinki Central | 10:00-11:30 16:00-17:30 18:30-20:00[Sunday5] 20:00-21:30[Notsunday5] | Töölö     |
|                   | 6                 | Hietalahti                | Hakaniemi              | Arabia           | 06:00–21:30                                                          | Vallila   |
| 6T                | West Harbour      | Hietalahti, Hakaniemi     | 12:00–24:00            | Arabia           | Vallila                                                              |           |
|                   | West Harbour      | 7[723]                    | Kruununhaka, Sörnäinen | Pasila           | 05:30–00:30                                                          | Koskela   |
|                   | 8                 | Jätkäsaari                | Töölö, Sörnäinen       | Arabia           | 05:30–23:30                                                          | Vallila   |
|                   | 9                 | Jätkäsaari                | Kallio                 | Pasila           | 06:00–01:30                                                          | Koskela   |
|                   | 10                | Kirurgi                   | Mannerheimintie        | Pikku Huopalahti | 05:30–23:30                                                          | Töölö     |